# Wilhelm Ernst Schwabe
Wilhelm Ernst Schwabe (* 25. Dezember 1775 in Ilmenau; † 3. Juni 1851 in Weimar) war ein deutscher Jurist.

## Leben
Wilhelm Ernst Schwabe war der Sohn des Advokaten Heinrich Elias Gottlob Schwabe (* 7. Februar 1750 in Ilmenau; † 12. Dezember 1831 in Arnstadt), dieser wurde später herzoglicher gotha'scher Hofadvokat und Justiziar und siedelte nach Ichtershausen bei Arnstadt über; seine Mutter war Johanna Christine Caroline, geb. Stötzer.
Er besuchte die Schule in Ichtershausen und begann nach deren Beendigung eine Lehre zum Gärtner in der Schlossgärtnerei in Ichtershausen, obwohl seine Interessen im juristischen Bereich lagen. Er lernte am Tage für die Gärtner-Ausbildung, in der Nacht jedoch lernte er Latein und las juristische Fachliteratur. Sechs Monate nach Beginn der Gärtnerlehre entschloss sich sein Vater, ihn die Lehre aufgeben zu lassen und Jura zu studieren. Hierzu erteilte ihm der Vater nun selbst Unterricht und bereitete ihn auf das Staatsexamen vor; ohne dass er je ein Gymnasium oder eine Universität besuchte, bestand er das Staatsexamen 1796 und wurde 1797 als Amtsadvokat in Wandersleben angestellt.
1802 wurde er Kanzleiadvokat in Blankenhain und ging 1811, nach der Trennung von seiner Ehefrau, als Hofadvokat nach Weimar. Von 1814 bis 1820 übte er neben der Advokatur das Amt eines Stadtschreibers beim Stadtrat in Weimar aus; in dieser Aufgabe leitete er auch das Einquartierungsbüro, das für die Unterbringung der durchmarschierenden Soldaten zuständig war.
1820 kündigte er die Stelle des Stadtschreibers und erhielt die Stelle eines Auditeurs beim großherzoglichen sächsischen Militär, hierbei war es ihm gestattet, seine Advokatsgeschäfte weiter zu betreiben. 1833 erfolgte seine Ernennung zum Oberauditeur mit dem Rang eines Hauptmannes.
Im Januar 1851 bat er nach 31 Jahren beim Militär um seine Entlassung und ging im März 1851 in den Ruhestand, für die er eine angemessene Pension erhielt.
Wilhelm Ernst Schwabe heiratete in erster Ehe Sophie (* unbekannt; † 1816), eine Tochter des Kaufmanns Köhler aus Arnstadt; gemeinsam hatten sie einen Sohn und zwei Töchter. 1811 trennte er sich von seiner Ehefrau, mit der er aber bis zu deren Tod im freundschaftlichen Verhältnis stand. Am 3. Juni 1812 heiratete er in zweiter Ehe die Witwe Michaelis, geb. Gottschalk aus Weimar.

## Auszeichnungen
- 1840 erhielt er das Dienstauszeichnungskreuz 1. Klasse.
- Anlässlich seiner Zurruhesetzung erhielt er für seine geleisteten Dienste als Ritter den großherzoglichen Hausorden vom weißen Falken.